# Pierre Bodard (Maler)
Pierre Bodard (* 15. April 1881 in Bordeaux, Département Gironde; † 18. Juni 1937 in Paris) war ein französischer Maler.

## Leben
Bereits während seiner Schulzeit fiel Bodard durch seine künstlerische Begabung auf. Gefördert durch seine Lehrer konnte er später die École des Beaux-Arts (EBA) seiner Heimatstadt besuchen; dort wurde er meistenteils von Paul Quinsac (1858–1929) unterrichtet. Im Anschluss daran ging Bodard nach Paris um Schüler bei Gabriel Ferrer (1847–1914) an der École nationale supérieure des beaux-arts  (ENSBA) zu werden.
Bodard wurde 1908 Mitglied der Künstlervereinigung Société des Artistes Français (SAF) und hatte dort auch mit den Jahren einige Ämter inne. Er wurde auch eingeladen an den regelmäßigen Ausstellungen der Académie des Beaux-Arts teilzunehmen. 1909 gewann er beim Salon de Paris den Prix de Rome, der ihm einen mehrjährigen Aufenthalt in Rom ermöglichte. Noch im selben Jahr reiste er ab und arbeitete vier Jahre in der Villa Medici.
Betreut wurde dabei im Auftrag der Académie de France à Rome von Émile Auguste Carolus-Duran.
Von Rom aus unternahm Bodard zwei ausführliche Studienreisen: die erste über Spanien nach Algerien und Tunesien und einige Zeit später nach Griechenland und die Türkei. Aber er besuchte auch Sardinien, Sizilien und die Toskana. 1913 kehrte er zurück und ließ sich in Paris nieder. Er versuchte sich als selbständiger Maler zu etablieren, was sich aber durch die politische Lage schwierig gestaltete. Zu Beginn des Ersten Weltkriegs wurde er noch zurückgestellt, aber mit Wirkung des 22. Februar 1915 traf Bodard die Mobilmachung. Für die nächsten fünf Jahre war er in Fort-de-France auf Martinique (DROM) stationiert. Seine Dienstzeit absolvierte er zusammen mit seinem Freund und Kollegen Jean Baldoui (1890–1955). Als Bodard 1917 dort in der Kathedrale von Fort-de-France heiratete, war Baldoui auch sein Trauzeuge.
Nach Kriegsende blieb Bodard noch einige Zeit auf Martinique und besuchte auch andere Inseln. 1920 kehrte er zurück nach Frankreich, ließ sich in Montparnasse nieder und eröffnete dort ein eigenes Atelier. Mit der Zeit wurde er bekannt für seine Ansichten aus Französisch-Westindien, aber auch seine Porträts fanden viel Beachtung.
Unter Präsident Alexandre Millerand und Minister Louis Barthou berief man Bodard 1921 zum Peintre Officiel de la Marine. 1922 wurde Bodard eingeladen, an der Kolonialausstellung in Marseille (Département Bouches-du-Rhône) teilzunehmen. 1931 war er der maßgebliche Künstler auf der Pariser Kolonialausstellung.
1937 starb Bodard in Paris und fand auf dem Cimetière Montparnasse seine letzte Ruhestätte.

## Ehrungen
- 1909 Prix de Rome für sein Gemälde „Céres rendant la vie à un enfant“
- 1912 Ehrenmedaille der SAF für das Gemälde „La femme à la fontaine“
- 1926 Offizier des Ordre des Palmes Académiques

## Werke (Auswahl)

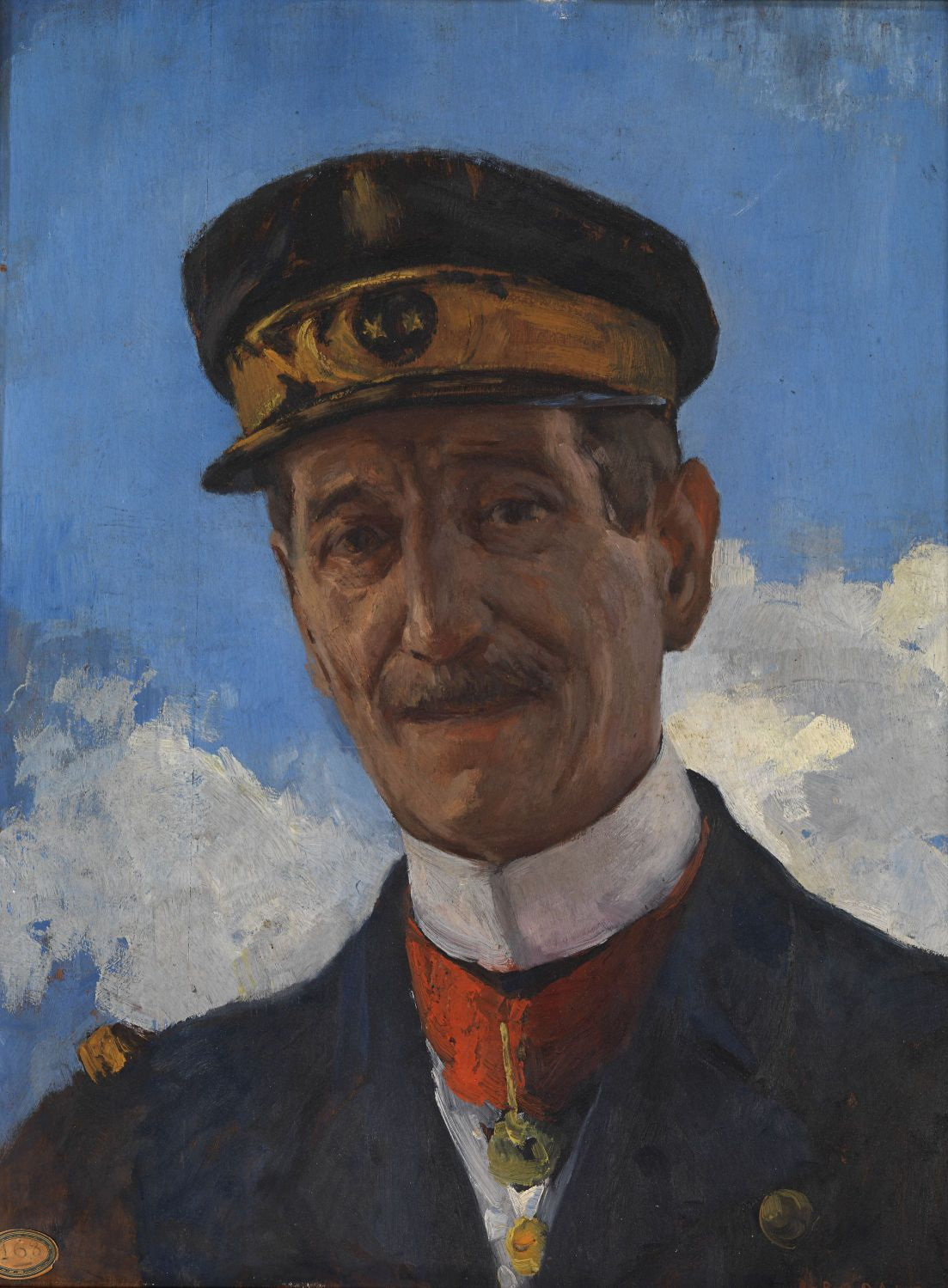
Portrait de l'amiral Grasset (1919, Öl auf Holz)

Frauen
- Italiènne révassant à la lecture.
- Baigneuses aux rochers.
- La femme à la fontaine

Nordafrika
- Kairouan, la rue Saussier.
- Les minarets de Kairouan.
- Tunis, la grande mosquée.

Porträts
- Admiral Maurice Grasset.
- Dirigent Paul Paray.
- Komponist Jules Marzellier.